# Aparato Ilizárov
El aparato Ilizarov es un tipo de fijación externa utilizada en cirugía ortopédica para alargar o remodelar los huesos de las extremidades; como técnica de preservación de extremidades para tratar fracturas óseas complejas y/o abiertas; y en casos de no uniones infectadas de huesos que no son susceptibles de tratar con otras técnicas. Lleva el nombre del cirujano ortopédico Gavriil Abramovich Ilizarov de la Unión Soviética, quien fue pionero en la técnica.

## Mecánica y física
El dispositivo es una forma especializada de fijador externo, un fijador circular, de construcción modular. Los anillos de acero inoxidable (o titanio) se fijan al hueso a través de un alambre de acero inoxidable de calibre grueso (llamados "pasadores" o agujas de Kirschner). Los anillos están conectados entre sí con varillas roscadas unidas a través de tuercas ajustables. La construcción circular y los cables tensados del aparato Ilizarov proporcionan mucho más soporte estructural que el sistema de fijación monolateral tradicional. Esto permite soportar peso temprano.
El aparato se basa en el principio que Ilizarov llamó "la teoría de las tensiones". A través de la tensión controlada y aplicada mecánicamente, Ilizarov pudo demostrar que el hueso y el tejido blando pueden regenerarse de manera confiable y reproducible. Los anillos superiores del aparato Ilizarov (fijados al hueso sano por el cable tensado) permiten que la fuerza se transfiera a través del marco externo (las varillas metálicas verticales), evitando el sitio de fractura. Luego, la fuerza se transfiere nuevamente al hueso sano a través del anillo inferior y los cables tensados. Esto permite que el aparato Ilizarov actúe como una especie de puente, inmovilizando el sitio de la fractura y aliviando el estrés, al tiempo que permite el movimiento de toda la extremidad y la carga parcial de peso. Los anillos centrales (y los cables tensados) actúan para mantener los fragmentos de hueso en su lugar y para brindar un mayor soporte estructural al aparato y la extremidad. Sin embargo, los anillos críticos que soportan la carga son los anillos superior e inferior que transfieren la fuerza desde el hueso sano hacia el hueso sano, sin pasar por el sitio de la fractura.